# Centrolepis ciliata
Centrolepis ciliata é uma espécie de planta da família Centrolepidaceae. É encontrada na Nova Zelândia e Tasmânia.